# Christian Geist
Christian Geist, född ca 1650 i Güstrow, Tyskland, död 27 september 1711 i Köpenhamn, var en tysk sångare, musiker och tonsättare, verksam i Skandinavien.

## Liv och verksamhet
Christian Geist avlönades som diskantist i hertig Gustav Adolfs av Mecklenburg hovkapell i Güstrow mellan 1665 och 1668. 1669 begav han sig till Köpenhamn, för att "perfektionera sig i musiken". Hans förhoppningar om en fast anställning vid det kungliga danska hovkapellet infriades inte varför han i maj eller juni 1670 begav sig till Stockholm. Där upptogs han omedelbart på hovstaten som "musicant". Han blev kvar som musiker vid Karl XI:s hov till 1679.
Under tiden i Stockholm komponerade han ett stort antal verk (ca 50) för det kungliga hovet, som finns bevarade i Uppsala universitetsbiblioteks Dübensamling. Det rör sig till största delen om kyrklig vokalmusik. Geist skrev ett antal concerti för de festligare gudstjänsterna vid jul, påsk och pingst, alltid till latinsk text. Han komponerade även tillfällighetsverk för större ceremonier, såsom firandet av Karl XI:s myndighetsförklaring 1672, även dessa på latin. Hans kanske mest intressanta och omedelbara verk är dock hans tolv tonsättningar av latinska andaktsdikter, av vilka den största delen tycks ha skrivits för kungliga nattvardsgångar.
1673 komponerade Geist begravningsmusiken för riksmarsken Carl Gustaf Wrangels hustru, Anna Margareta von Haugwitz, "Die mit Tränen säen" för blandad kör (SSATB), 3 viola da gamba och generalbas, med text av Geists bror Samuel Geist.
1679 sade Geist upp sin befattning vid hovet, efter en konflikt med hovkapellmästaren Gustav Düben d.ä.. Istället tog han på Dübens rekommendation anställning som organist vid Tyska kyrkan i Göteborg. Förutsättningarna för musikutövningen vid församlingen var dock dåliga, vilket föranledde Geist att beklaga sig i några suppliker som visar på ett hetsigt temperament och en vass penna. 1684 lämnade han Göteborg för en position som organist vid Helligåndskirken i Köpenhamn, och där verkade han till sin död i pesten 1711.
Från tiden i Göteborg finns åtta verk bevarade, av vilka alla utom ett har tysk text. Jämfört med kompositionerna från kungliga hovet avspeglar de genretraditioner mer typiska för borgerliga lutherska församlingar, till exempel koralbearbetning och aria. 1680 komponerade Geist musiken för bröllopet mellan Karl XI och Ulrika Eleonora av Danmark på Skottorps slott i Halland. "Se huru gott och lustigt" är en komposition för solobas, 2 violiner och generalbas, vars text avspeglar tolkningen av bröllopet som en manifestation av freden mellan Sverige och Danmark efter Skånska kriget. Det förefaller troligt att Geist, som enligt dokumenten från Köpenhamn var en driven bassångare, sjöng själv vid vigselakten.
Från Geist 25 år i Köpenhamn finns ingen musik bevarad. Under dessa år var han gift tre gånger, och fick sammanlagt minst 7 barn. Tre dog under hans levnad, fyra i samma pestepidemi som han själv.

## Musikalisk stil
Redan i Geists samtid påpekades det att man av hans musik kunde höra att han "umgåtts mycket med italienare" - men detta umgänge måste snarast ha handlat om partiturstudier och praktiskt uppförande, för han reste själv aldrig utanför östersjöområdet och hade på de orter han verkade få möjligheter att träffa italienska musiker. Sina förebilder tog han framför allt från Rom och kompositörer som Bonifazio Graziani och Giacomo Carissimi, som bägge var verksamma vid Jesuitkyrkor. Det hör man inte minst i hans färgrika, varierade harmonik, där klanger som sekundackord och dubbla förhållningar är viktiga verkningsmedel. Även förkärleken för oschematiska formella dispositioner är ett italienskt drag. Den excessiva användningen av kromatik är däremot något han delar med nordtyskar som Dietrich Buxtehude och Balthasar Erben.

## Verklista

### Orgelverk
- Allenaste Gud i himmelrik
- Lovad vare du Jesu Krist
- O Jesu Krist

### Vokalverk
- Adjuro vos, o filiae Jerusalem, 1671–1673.
- Alleluia. Absorpta est mors, 1671.
- Alleluia. De funere ad vitam, 1672.
- Alleluia. Surrexit pastor bonus, 1676.
- Alleluia. Virgo Deum genuit, 1672.
- Altitudo quid hic jaces, 1670.
- Auf, auf o Norden und küße deine Strahlen, 1676–1677.
- Beati omnes qui timent Dominum, 1680.
- Die mit Tränen säen, 1673.
- Dieses ist der Tag der Wonne, 1680.
- Dixit Dominus Domine meo, 1673.
- Domine in virtute, 1672.
- Domine ne secundum peccata nostra, 1674–1675.
- Domine qui das salutem Regibus I, 1670.
- Domine qui das salutem Regibus II, 1672.
- Domine qui das salutem Regibus III, 1675.
- Emendemus in melius, 1676.
- Es war aber an der Stätte/O Traurigkeit, 1680.
- Exaudi Deus orationem meam., 1672.
- Festiva laeta canticis, 1672–73?
- Haec est dies, 1672–1673.
- In te Domine speravi I, senast 1674.
- In te Domine speravi II.
- Invocavit me, senast 1675?
- Io, Musae, novo Sol rutilat, 1670.
- Jesu delitium vultus, 1671.
- Jesu, nostrae spes salutis, 1669, Güstrow.
- Laudate pueri Dominum, 1674.
- Laudet Deum mea gloria, 1675.
- Media vita in morte sumus, 1671.
- O admirabile commercium, senast 1673.
- O coeli sapientia, 1670, Köpenhamn.
- O immensa bonitas, 1671.
- O Jesu amantissime.
- O Jesu dulcis dilectio, 1675.
- O jucunda dies, 1673–1674.
- O piissime Jesu, senast 1674.
- Orietur sicut sol, senast 1674.
- Pastores dicite, 1672.
- Quam pulchra es amica mea, 1676?
- Qui habitat in adjutorio, senast 1674.
- Quis hostis in coelis, 1672.
- Resonet in laudibus, 1673–1674.
- Resurrexi et adhuc tecum sum, senast 1673.
- Schöpfe Hoffnung meine Seele/Tristis anima cur langues, 1680.
- Se univit Deus coeno, 1670.
- Seelig, ja seelig wer willig erträget, 1680.
- Surrexit pastor bonus, 1673–74.
- Tristis anima cur langues, cirka 1674.
- Vater unser, cirka 1680.
- Veni, salus pauperum, 1670.
- Veni Sancte Spiritus, et emitte coelitus, 1671.
- Veni Sancte Spiritus, reple tuorum, senast 1676.
- Verbum caro factum est, 1672.
- Vide, pater mi, dolores., senast 1675.
- Wie schön leuchtet der Morgenstern, 1680.
- Zitto hoggi Faune, 1673.